# Jardín paraíso

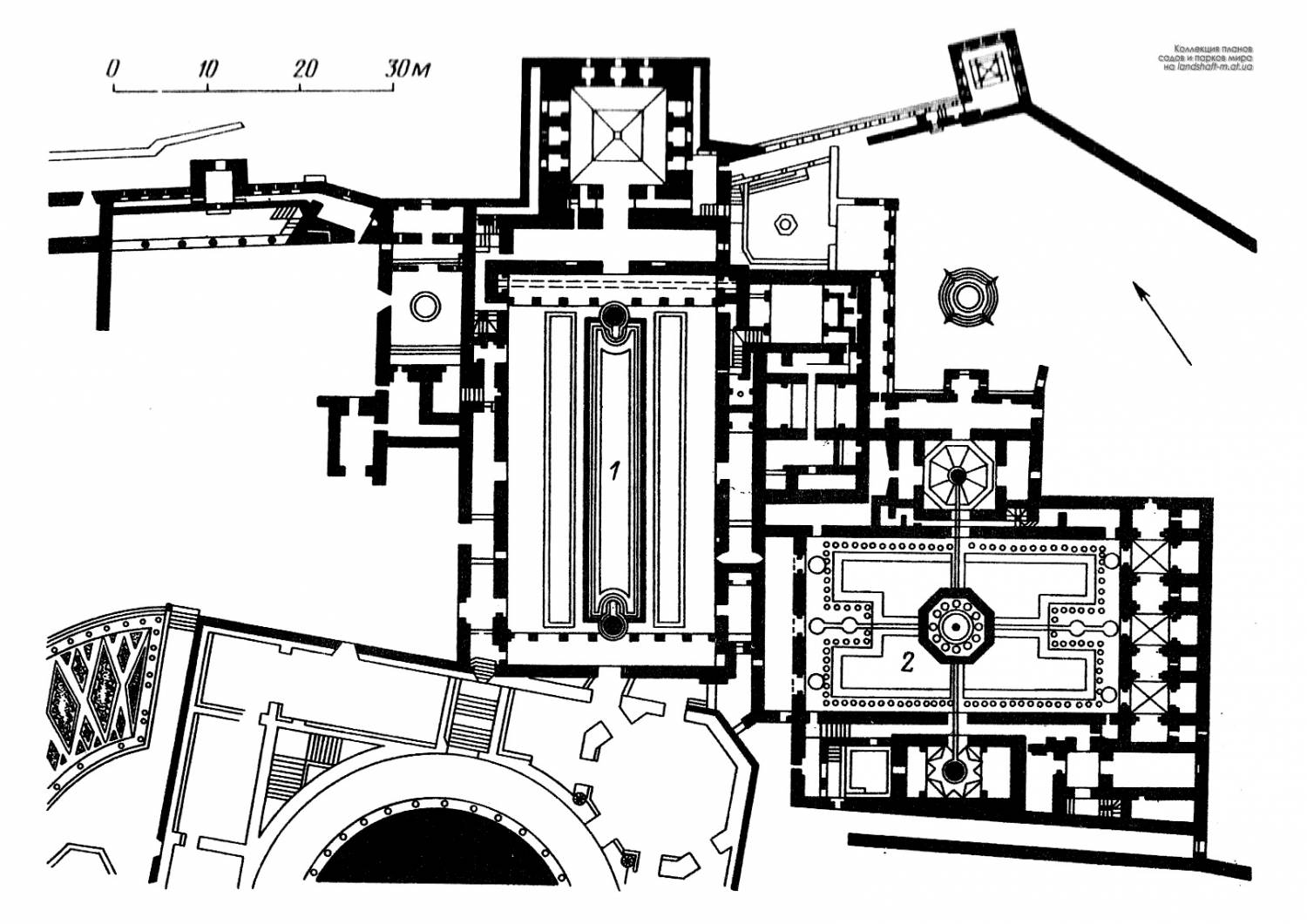
Señalado con el número 2, planta del Palacio de los Leones de la Alhambra de Granada, donde se observa el diseño del patio en forma de jardín paraíso.

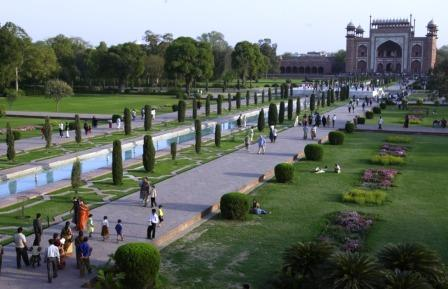
Jardín del Taj Mahal, India, con canales de agua y un estricto diseño geométrico, típico de un jardín paraíso.

El jardín paraíso es una forma de jardín originario de la Persia preislámica, específicamente aqueménida, que es formal, simétrico y, la mayoría de las veces, cercado. Su forma más tradicional es un jardín rectangular dividido en cuatro cuartos con un estanque central, a menudo con una fuente, un diseño cuatripartito llamado chahar bagh ('cuatro jardines'), de reminiscencias bíblicas a través del Génesis 2.10.
Uno de los elementos más importantes de estos jardines paraíso, nacidos del desierto, es el agua, con estanques, canales, arroyos y fuentes que serían las características más comunes. El aroma es un elemento esencial con determinados árboles frutales y flores seleccionados por su fragancia.
A menudo también se le conoce como jardín islámico. La forma de este jardín se extendió por todo Egipto y el Mediterráneo durante las conquistas musulmanas árabes, llegando hasta India y España.

## Etimología
Originalmente denominado en persa, pairi-daêzã, nombre que denota 'un recinto cercado o jardín', de pairi ('alrededor') y daeza o diz ('recinto', 'tapia', 'cerca'), el filósofo e historiador Jenofonte de Atenas tradujo erróneamente este pairidaeza persa al griego como paradeisos. Y este término es usado para el Jardín del Edén en las traducciones griegas del Antiguo Testamento. Por otra parte, la palabra pardis, en persa, significa tanto paraíso como jardín.
La idea del jardín cerrado u hortus conclusus a menudo se conoce como jardín paraíso por las connotaciones indoeuropeas de 'paraíso', que vendría a simbolizar el Jardín del Edén.

## Historia
El jardín persa más antiguo del que existen registros perteneció a Ciro el Grande, en su capital Pasargada, en la provincia de Fars, al norte de Shiraz. Es el diseño intacto más antiguo que sugiere contener elementos del jardín paraíso. Probablemente plantado con cipreses, granados y cerezos, el jardín tenía una planta geométrica y cursos de agua de piedra que formaban el eje principal y ejes secundarios del jardín principal de Pasargada, prefigurando el diseño cuatrifolio del chahar bagh. En el Imperio aqueménida, los jardines tenían árboles frutales y flores, incluyendo lirios y rosas. En el año 330 a. C., Alejandro Magno contempló la tumba de Ciro el Grande y narró que estaba dentro de una arboleda irrigada.
Se cree que los reyes aqueménidas construyeron jardines paraíso dentro de parques reales cercados de caza, una tradición heredada de los asirios, para quienes la cacería ceremonial de leones era un rito que autentificaba la realeza. 
En el siglo V, en el momento de la invasión de Persia por Ciro el Joven, Jenofonte describió un complejo de palacios y pabellones pertenecientes a Artajerjes II que incluían jardines regados por agua traída por acueductos, lo que está considerado como el primer registro conocido de arroyos y cuencas de agua que alimentaban por gravedad a un sistema geométrico de jardín. El general espartano Lisandro, que se unió a Ciro como mercenario informó a Jenofonte de cómo los reyes persas 'sobresalieron no solo en la guerra sino también en la jardinería, creando paradeisos 'donde recolectan plantas, árboles frutales en especial y cazas de animales durante las campañas extranjeras.
El diseño cuadrifolio fue reinterpretado posteriormente en términos islámicos por los árabes musulmanes después de la conquista de Persia en el siglo VII, y se asoció con el concepto abrahámico del paraíso y el Jardín del Edén. Génesis 2:10 dice: "Salía del Edén un río que regaba el jardín y de allí se partía en cuatro brazos" y el profeta Mahoma hablaba de cuatro ríos: de agua, leche, vino y miel.
En el siglo XIII, los jardines se habían extendido con el islam por todo Egipto, el norte mediterráneo de África y España. Este estilo de jardín llegó a la India durante el siglo XVI durante el reinado del príncipe Babur, primer emperador del imperio mogol. La mayoría de los jardines mogoles tenían una tumba o pabellón en el centro, el más famoso de los cuales es el Taj Mahal, aunque con el declive del imperio y el posterior dominio colonial británico, el jardín original cambió sustancialmente.

## Características
La planta esencial de un jardín paraíso es un diseño cuadrifolio (charbagh) con un estanque y/o fuente en el centro. Los diseños posteriores incorporaron un pabellón o mausoleo cuando comenzaron a convertirse en elaborados símbolos de estado. El diseño rectangular o rectilíneo generalmente está dividido en cuatro canales de agua hechos con el antiguo sistema del viaje de agua.
Una característica importante y común es la elaborada utilización del agua, a menudo mediante canales, estanques o arroyuelos, a veces con fuentes y con menos frecuencia con cascadas, lo que creaba un sonido relajante del agua corriente además de tener el propósito práctico de enfriar el aire.
Las flores aromáticas y los árboles frutales son elementos por excelencia de este jardín. El suelo donde se plantaban las flores estaba hundido o las pasarelas elevadas para que los que paseaban por el jardín pudieran arrancar fácilmente fruta fresca. El olivo, higo, dátil y granada estaban representados y simbólicamente eran considerados importantes. Los naranjos llegaron de la India a través de la Ruta de la Seda en el siglo XI y se incorporaron rápidamente por su fragancia y la belleza de sus flores de azahar.
Por lo general, estos jardines estaban cerrados por paredes altas que brindaban sombra y protección, especialmente deseable por el clima árido y duro donde floreció este tipo de jardín.

## Interpretación
Se cree que gran parte del uso y simbolismo del jardín paraíso se deriva del Jardín del Edén, a pesar de que la mayoría de los elementos de su diseño son anteriores a las religiones abrahámicas.
El diseño cuadrifolio parece hacerse eco del Jardín del Edén, que en el Libro del Génesis es descrito como un río central que alimenta otros cuatro ríos, que fluyen hacia el mundo del Más allá. En el Corán, se describe que el jardín tiene abundantes delicias materiales con árboles sin pinchos que dan sombra y frutas que cuelgan a ras de suelo y por cuyas tierras fluye constantemente agua.
Habiendo emergido el jardín en el desierto, la sed y la gratitud por el agua abundan en las tradiciones islámicas. En el Corán, los ríos son los principales componentes del paraíso, y abundan las referencias a la lluvia y las fuentes. En Corán 31:30: 'Dios prefería el agua sobre cualquier otra cosa creada y la convirtió en la base de la creación, y como Él dijo: 'E hicimos todo lo viviente del agua.
El agua está asociada con las virtudes de la pureza y la obediencia: 'Entonces se le dijo al agua: 'Quédate quieta'. Y aún estaba esperando el mandato de Dios. Esto es agua implícita, que no contiene impureza ni espuma' (Cuentos de los profetas, Al-Kisa ').
Aunque el concepto de jardines chahar bagh que representan el 'paraíso en la tierra' es anterior a la adopción islámica del estilo, los retiros paradisíacos de los persas zoroastrianos llegaron a ser conocidos como 'la encarnación del paraíso celestial prometido a un musulmán practicante'. Los jardines que representan el paraíso en la tierra o los jardines paraíso islámicos se diseminaron por todo el mundo conquistado por los musulmanes y fueron desarrollados en estilos diferentes, tendiendo a ser más grandiosos y elaborados.

## Influencia
El jardín paraíso es uno de los pocos tipos de jardines originales y fundamentales de los que derivan muchos de los jardines de la historia, a veces en múltiples combinaciones. En su forma más simple, el jardín paraíso consta de un estanque rectangular, que tiene un flujo lo suficiente justo como para proporcionarle movimiento, y un estrado o pasarela desde el que se puede observar. Sin embargo, un pabellón proporciona un refugio más permanente que una tienda en su origen. Los árboles, estrictamente alineados y formalmente dispuestos, especialmente el plátano oriental, para proporcionar sombra, junto a los frutales.
Muchas de las tradiciones hortícolas islámicas y las posteriores tradiciones europeas derivan, en alguna forma, del jardín paraíso, estando presentes en muchos de los jardines históricos de las diferentes naciones. En Oriente, el jardín persa dio lugar a los jardines mogoles de la India, de los que un ejemplo tardío se encuentra en el jardín del Taj Mahal en Agra. En el extremo occidental, influyó en los patios pavimentados y embaldosados, arcadas, estanques y fuentes de la Andalucía árabe. El diseño fundamental de los jardines de Versalles en Francia está inspirado en los jardines paraíso de Pasargada. Otro ejemplo son las terrazas bahai y la mansión de Bahjí en el monte Carmelo, Israel, que contienen amplios jardines de intrincado diseño.